# Hanna-Renate Laurien
Hanna-Renate Laurien (Dantzig, 15 avril 1928 - Berlin, 12 mars 2010) est une professeure et femme politique allemande.

## Distinctions
- Grand-croix de l'ordre du Faucon